# Partita a quattro
Partita a quattro (Design for Living) è un film del 1933 diretto da Ernst Lubitsch, con protagonisti Fredric March, Gary Cooper e Miriam Hopkins.
La pellicola è tratta dalla commedia omonima di Noël Coward e sceneggiata da Ben Hecht.

## Trama
Una graziosa americana residente in Francia disdegna la corte del ricco principale, ma non sa decidersi tra due compatrioti, un pittore e un autore teatrale, entrambi squattrinati. La ragazza propone allora ai due giovani di vivere tutti e tre insieme escludendo il sesso. Grazie ai suggerimenti dell'amica il drammaturgo ha successo e si reca a Londra. Lui lontano, il pittore e la donna diventano amanti. Il gruppo si scioglie quando anche il secondo artista raggiunge la fama. Allora l'autore torna alla carica e rende all'amico pan per focaccia. Lei allora, per evitare litigi, accetta di sposare il principale.

## Produzione
Il film fu prodotto dalla Paramount Pictures.

## Distribuzione
Distribuito dalla Paramount Pictures, il film uscì nelle sale statunitensi il 29 dicembre 1933.